# Белоглазый нырок
Белоглазый нырок, или белоглазая чернеть (лат. Aythya nyroca) — птица семейства утиных. Своё название нырок получил за цвет глаз — радужная оболочка глаз у селезней желтовато-белая (издали кажется белой).

## Общая характеристика

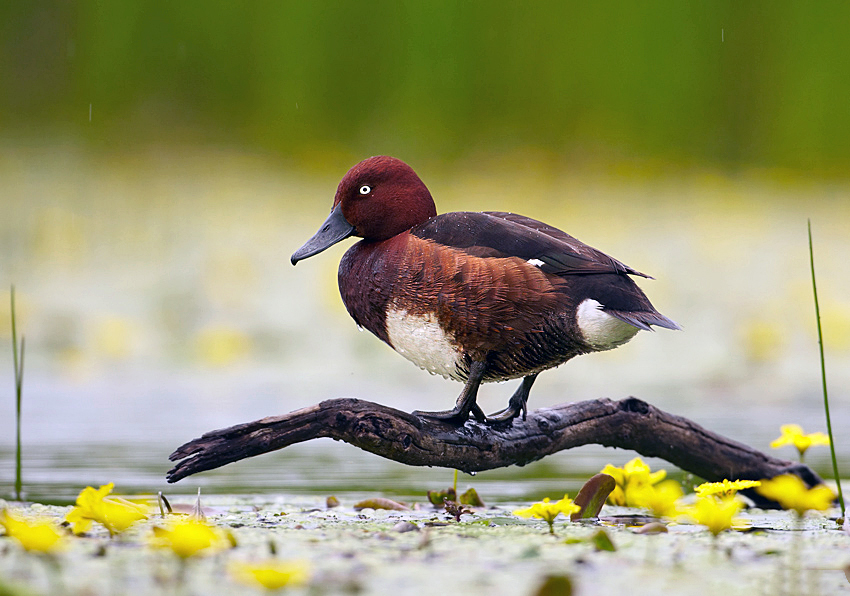

Белоглазый нырок — некрупная утка массой от 0,4 до 0,65 кг. Окрас взрослых птиц равномерно коричневый. В брачном наряде у самца белые брюхо и подбородок, бока коричнево-рыжие, верхняя сторона тела, а также ошейник в основании шеи бурые. На крыле белое зеркальце. Самка же более бледная, и радужина глаза у неё коричневая.

## Распространение
Обитает в средней и южной Европе, в степях и полупустынях западной и средней Азии.

## Образ жизни
Белоглазые нырки населяют тростниковые озёра с открытыми пространствами воды. Держатся парами или небольшими группами. Хорошо и быстро летают, взлетают с воды легче, чем другие чернети. Питаются водными растениями, а также моллюсками, водными насекомыми и небольшой рыбой. Часто кормятся по ночам. На берег выходят редко.

### Голос
Голос селезня — тихий хриплый звук, самки — трескучее кряканье.

### Размножение

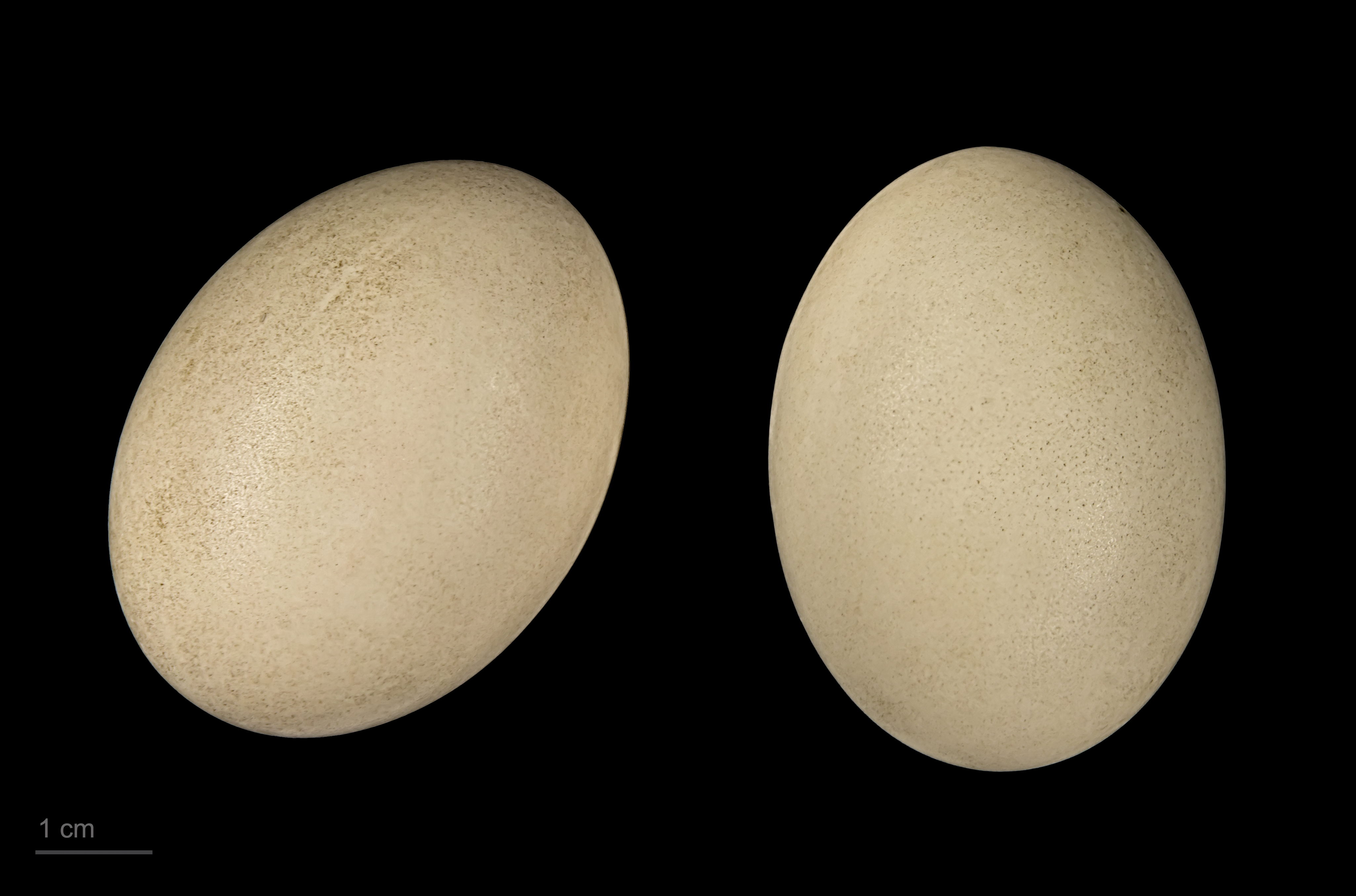
Яйцо Aythya nyroca. Тулузский музеум

Гнездится отдельными парами. Гнездо устраивает у самой воды, часто на кучах растительного мусора. В кладке 7 — 11 желтовато-белых яиц. Яйца эллиптической формы размером 52,3 x 38,2 мм. Их масса в среднем составляет 43 г. Кладка происходит с интервалом одно яйцо в сутки. Насиживает только самка. Инкубационный период составляет от 23 до 27 дней. Птенцы через две недели встают на крыло.